# 피시트 올림픽 스타디움
피시트 올림픽 스타디움(러시아어: Олимпийский стадион «Фишт»)은 러시아 소치 올림픽 공원에 위치해 있는 경기장이다. 2013년에 개장하였으며, 수용 인원은 동계 올림픽 대비 40,000석, FIFA 월드컵 대비 47,659석이다. 경기장 이름은 아디게야 공화국에 위치한 피시트산에서 유래된 이름이다.
2014년 동계 올림픽과 2014년 동계 패럴림픽에서 개막식과 폐막식 전용 경기장으로 사용되었다. 올림픽과 패럴림픽을 치른 후 러시아 축구 국가대표팀의 훈련장과 경기장으로 사용하기 위해 축구전용구장으로 개조, 2017년 FIFA 컨페더레이션스컵, 2018년 FIFA 월드컵 경기장으로 사용되었다.
월드컵 이후에는 러시아 프리미어리그의 PFC 소치의 홈 구장으로 사용되고 있다.

## 건축
피시트 올림픽 스타디움은 파퓰러스와 영국의 컨설턴트 뷰로 해폴드 엔지니어링에 의해 설계되었다,  경기장의 지붕은 약 36,500 평방 미터 (393,000 평방 피트)의 에틸렌 테트라플루오로에틸렌 (ETFE)으로 지어졌으며, 지붕에 눈 덮인 봉우리가 보이 도록 설계되었다.
피시트 올림픽 스타디움의 필드 크기는 105x68m다. 경기장에는 4개의 스탠드가 있다. 반투명 폴리카보네이트 캐노피 아래 측면에 2개, 전면에 스탠드 2개가 있다.
경기장을 짓는 데 7억 7,900만 달러가 소요되었다, 소치 올림픽 파크는 이제 러시아 축구 대표팀 의 훈련 센터 및 경기 장소로 사용되며 2017 FIFA 컨페더레이션스컵 및 2018 FIFA 월드컵 동안 경기 장소로 사용되었다,
경기장의 용량은 경기장의 오픈 엔드에서 임시 좌석을 통해 41,220으로 일시적으로 확장된다.
올림픽 이후 2018년 FIFA 월드컵의 개최지 중 한곳으로 선정됨에 따라 2015년, 30억 루블의 공사비를 투입하여 축구 전용 경기장으로 변환하는 작업이 시작되었다. 2016년 6월, FIFA가 규정한 경기장 룰을 준수하기 위해 기존에 있던 지붕도 제거되었으며, 11월에 완공함으로써 축구 전용 경기장으로 재탄생했다.
2018년 월드컵 이후 수용인원은 40,000명으로 축소되었다.

## 기타
월드컵을 개최하게 됨에 따라 동계 올림픽과 월드컵을 유치한 경기장이 되었다. 이러한 이력을 가진 경기장은 세계에서 토리노의 스타디오 올림피코 그란데 토리노와 더불어 피시트 올림픽 스타디움이 유이하게 되었다.
소치를 연고로 하는 프로축구단이 없어서 러시아 대표팀의 A매치 경기가 열리는 것을 제외하고는 피시트 올림픽 스타디움을 홈으로 사용하는 팀은 없었지만, 상트페테르부르크에 연고지를 둔 FC 디나모 상트페테르부르크가 소치로 연고지 이전을 할 것이라고 밝힌 바 있다. 이에 따라 월드컵이 끝난 뒤 디나모 상트페테르부르크가 PFC 소치로 2018년 6월에 재창단했으며, 2018-2019 시즌부터 피시트를 홈 구장으로 이용한다.

## 2018년 FIFA 월드컵일정
| 날짜            | 시간 (UTC+3) | 팀 #1          | 결과             | 팀 #2      | 대회   | 관중   |
| --------------- | ------------ | -------------- | ---------------- | ---------- | ------ | ------ |
| 2018년 6월 15일 | 21:00        | 포르투갈       | 3 - 3            | 스페인     | B조    | 43,866 |
| 2018년 6월 18일 | 18:00        | 벨기에         | 3 - 0            | 파나마     | G조    | 43,257 |
| 2018년 6월 23일 | 21:00        | 독일           | 2 - 1            | 스웨덴     | F조    | 44,287 |
| 2018년 6월 26일 | 17:00        | 오스트레일리아 | 0 - 2            | 페루       | C조    | 44,073 |
| 2018년 6월 30일 | 21:00        | 우루과이       | 2 - 1            | 포르투갈   | 16강전 | 44,287 |
| 2018년 7월 7일  | 21:00        | 러시아         | 2 - 2 (3 - 4 PK) | 크로아티아 | 8강전  | 44,287 |

## 사진

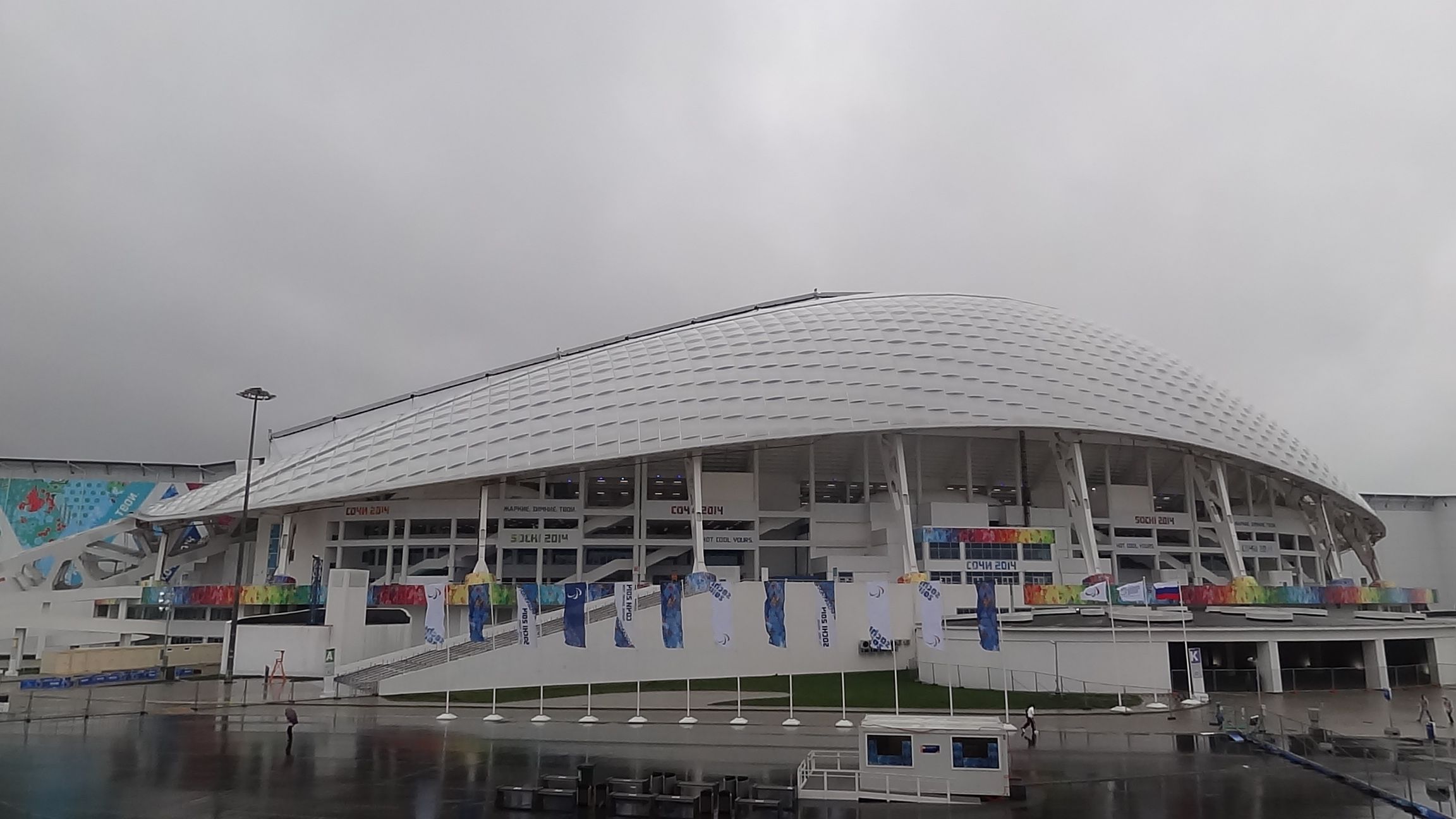
경기장 외부 모습
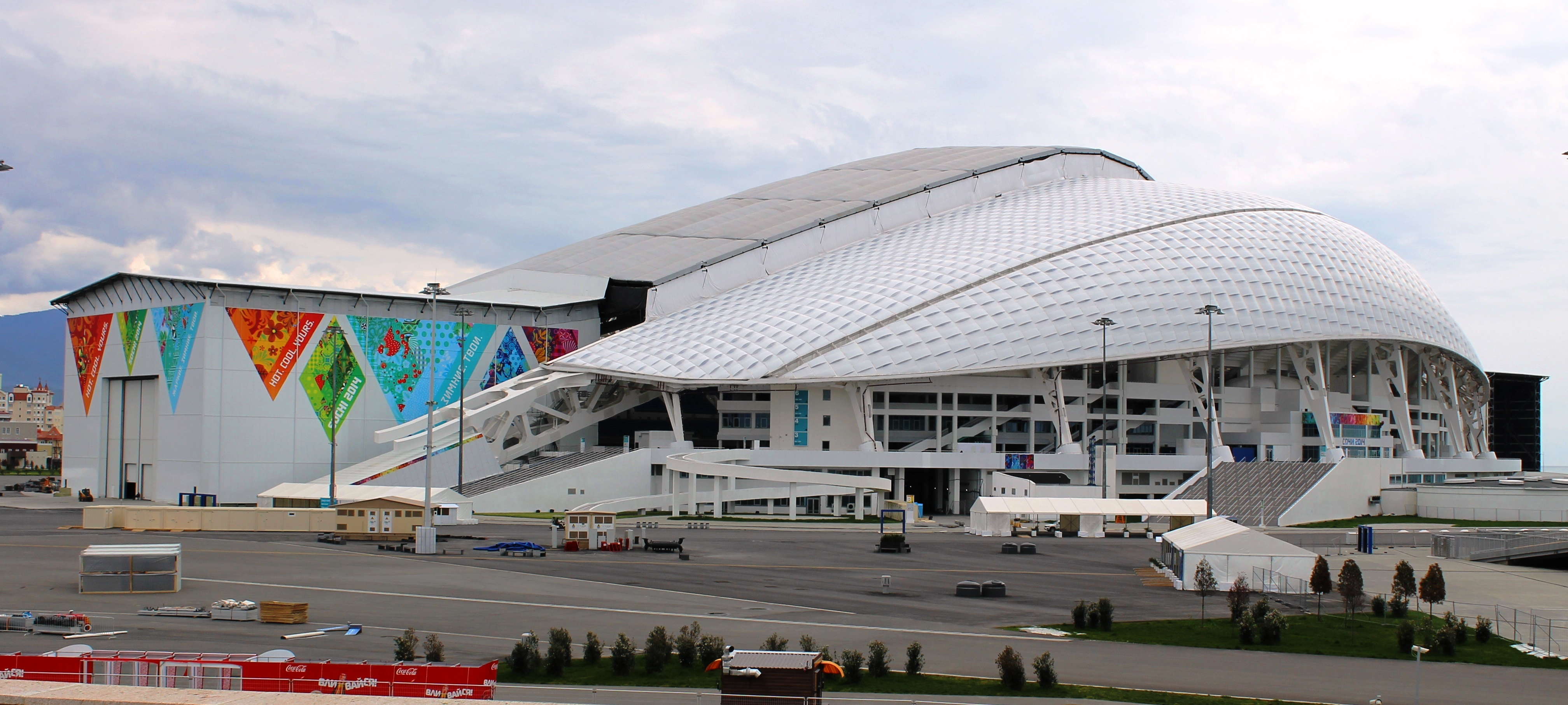
2014년 동계 올림픽 당시의 경기장
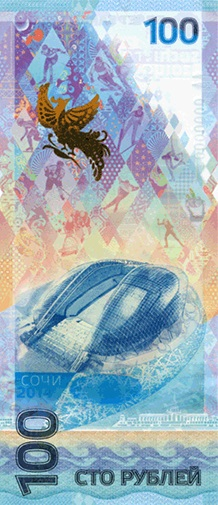
2014년 러시아에서 발행된 2014년 동계 올림픽 기념 100 루블 지폐에 그려진 경기장
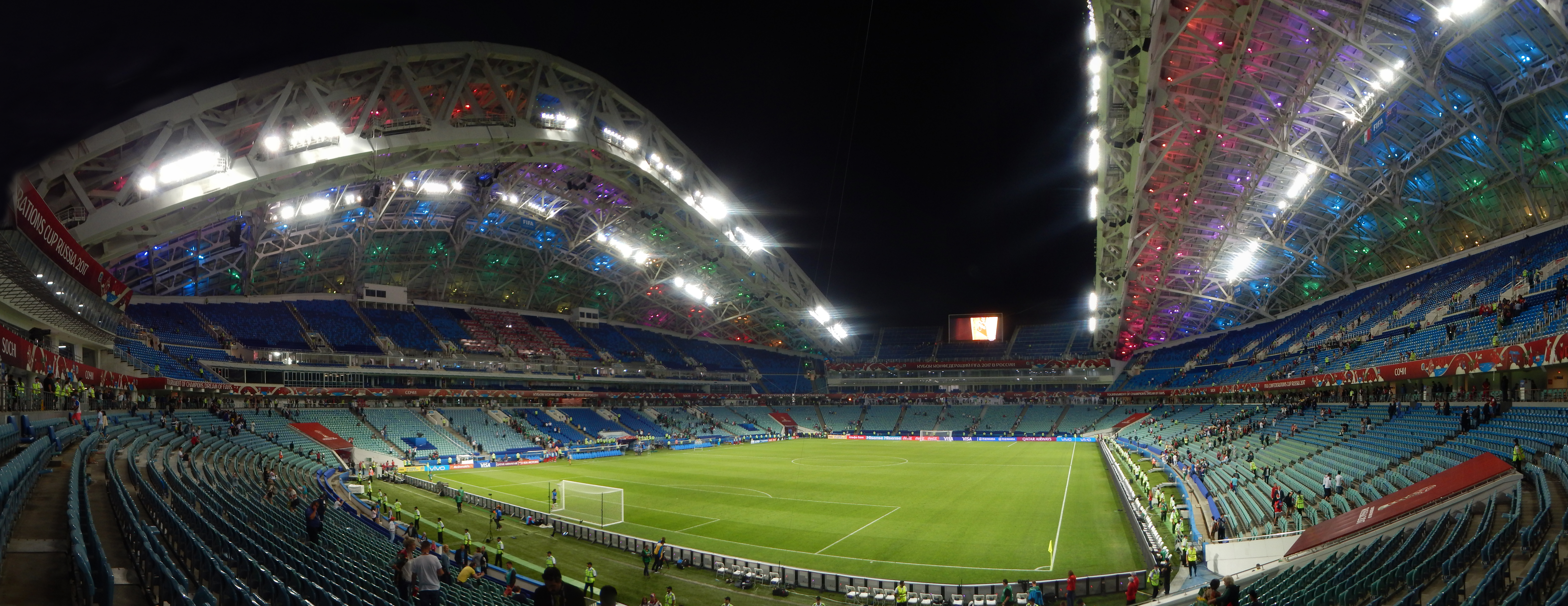
경기장 내부 전경
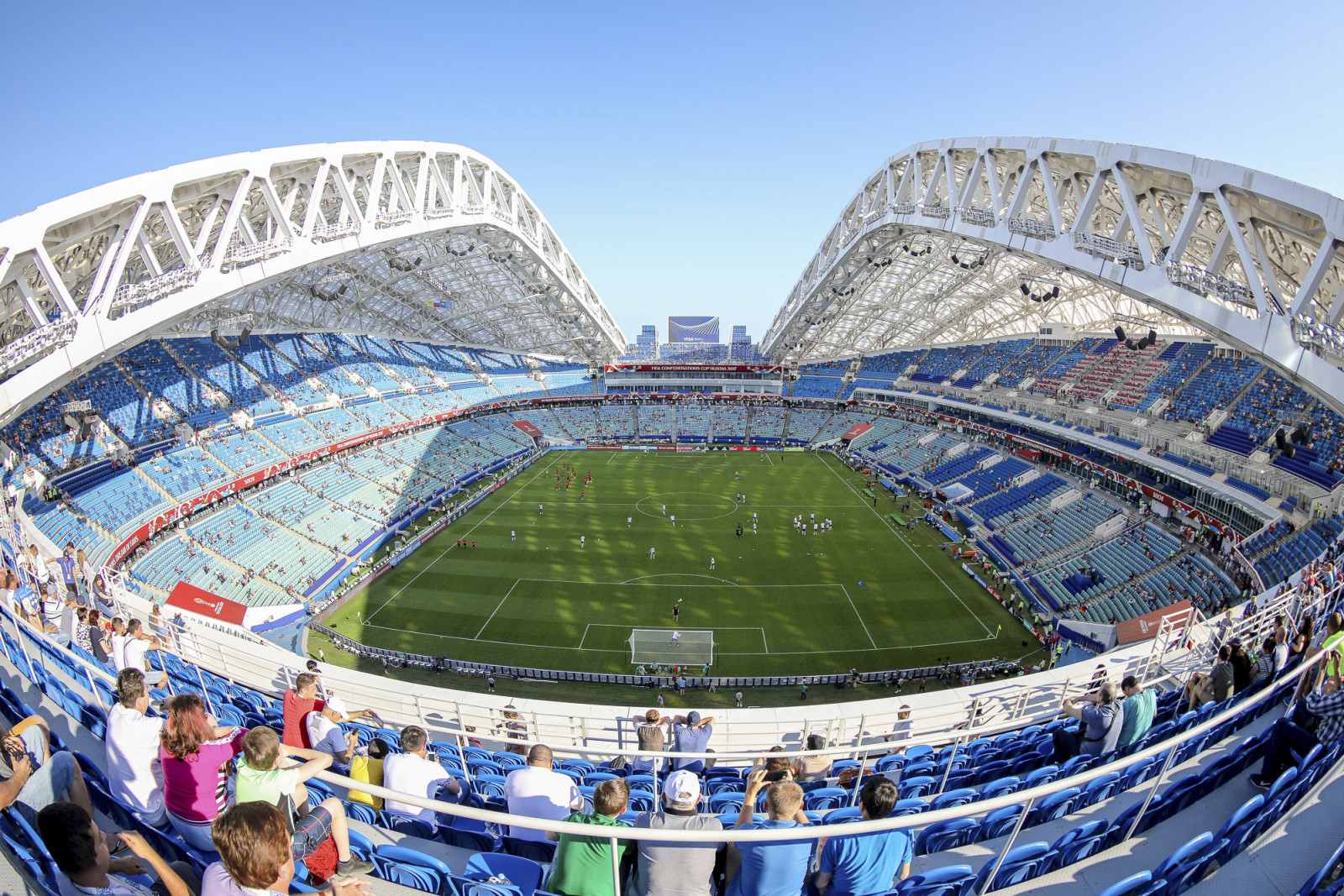
2017년 컨페더레이션스컵 경기장 전경
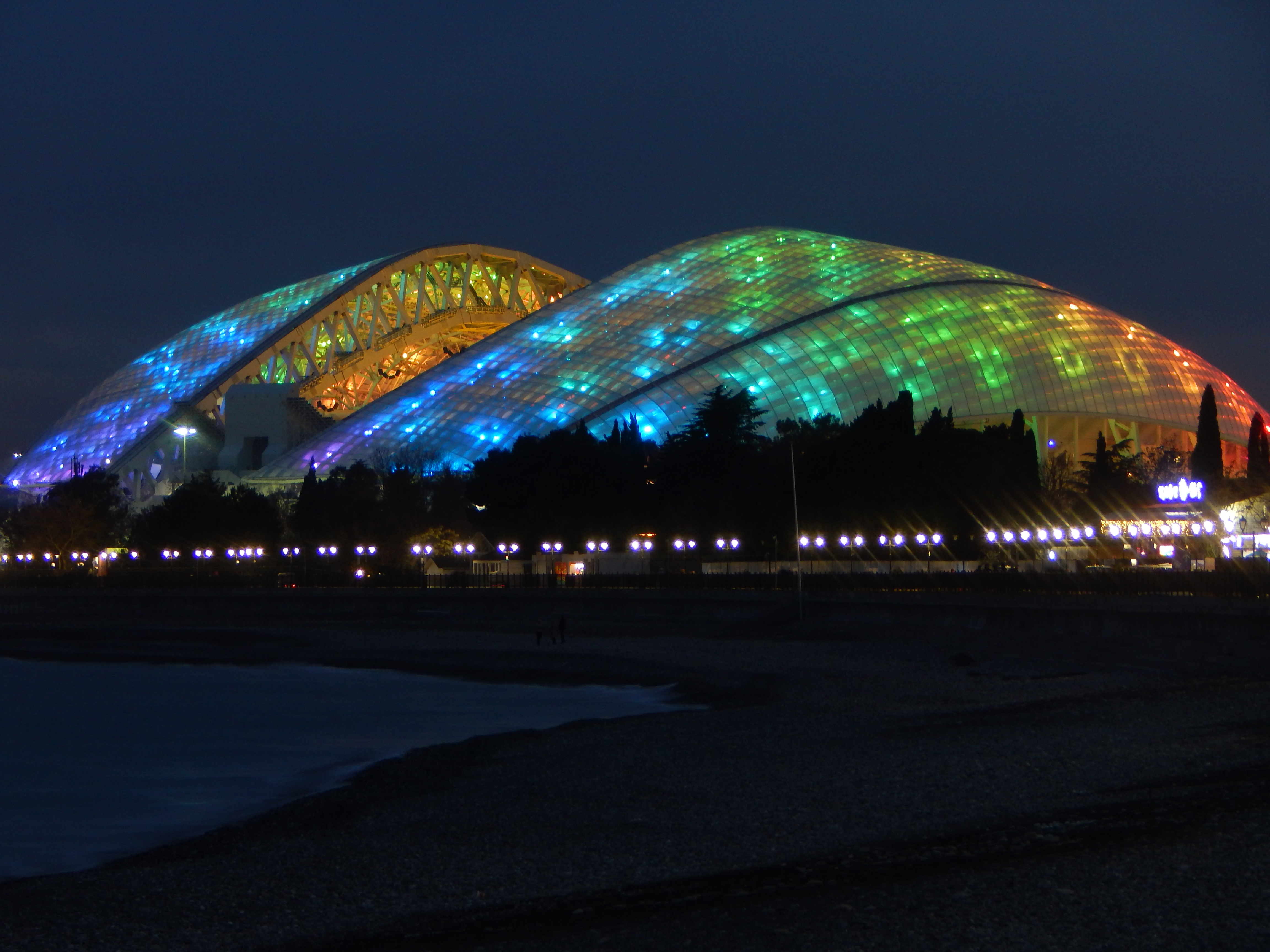
2018년 피시트 올림픽 스타디움.
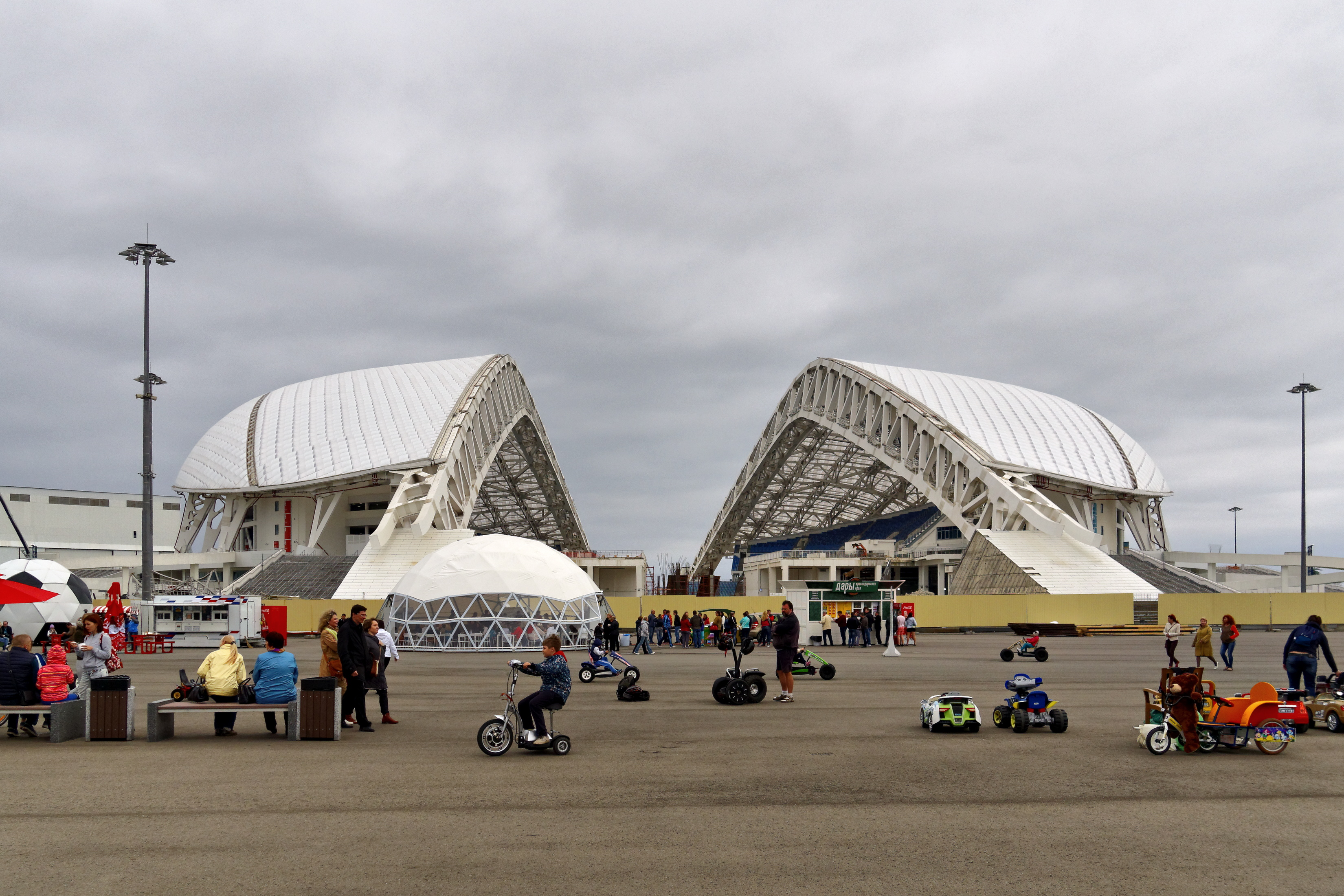
독특한 외관을 가진 경기장의 외관.